# Sankt-Lorenz-Strom
Der Sankt-Lorenz-Strom (französisch Fleuve Saint-Laurent; englisch Saint Lawrence River; tuscarora Kahnawáˀkye; mohawk Kaniatarowanenneh ‚großer Wasserweg‘) ist mit einem mittleren Abfluss von 10.080 m³/s der drittgrößte Fluss in Nordamerika und entwässert die Großen Seen zum Atlantik. Der Flusslauf ist unterhalb der großen Seen 580 Kilometer lang und verläuft gestreckt nordostwärts. Der Name bezieht sich aber auch auf das anschließende, etwa 660 Kilometer lange Ästuar, das sich trichterförmig zum Atlantik öffnet. Der Sankt-Lorenz-Strom bildet zunächst die Grenze zwischen der kanadischen Provinz Ontario und dem US-Bundesstaat New York und durchquert dann die Provinz Québec. Das Einzugsgebiet des Stromes umfasst im Wesentlichen das Gebiet der Großen Seen, womit die Gesamtlänge des Flusssystems 2900 Kilometer erreicht.

## Verlauf und Geographie
Auf dem Weg von der am weitesten von der Mündung des Sankt-Lorenz-Stroms entfernten Quelle in Minnesota durch die Großen Seen führt der Flusslauf mehrere Namen. Als Quelle des hydrologischen Hauptstrangs gilt der Ursprung des im Mesabi-Range-Gebiet bei Hibbing in Minnesota entspringenden North River, eines Quellflusses des Saint Louis River.
Namentlich beginnt der Sankt-Lorenz-Strom erst am Ausfluss des Ontariosees beim Archipel Thousand Islands zwischen Kingston am Nordufer und Cape Vincent am Südufer. Anschließend bildet der Strom auf einer Länge von rund 150 Kilometern bis Cornwall die Grenze zwischen den USA und Kanada, danach fließt er nur noch auf kanadischem Boden.
Vor Montréal mündet der Ottawa River (frz. Rivière des Outaouais, engl. Ottawa River) ein. Im Mündungsbereich des Ottawa liegt der Hochelaga-Archipel mit der 499 km² großen Île de Montréal, auf der Montréal liegt, und die Île Jésus mit der Stadt Laval. Bei Sorel-Tracy folgt die Mündung des Richelieu, der den im Süden gelegenen Lac Champlain entwässert.
Vor Trois-Rivières weitet sich der Fluss auf einer Länge von 35 Kilometern zum zehn Kilometer breiten Lac Saint-Pierre auf und nimmt anschließend den Saint-Maurice auf. Nach Passieren der Île d’Orléans nordöstlich von Québec wird das Wasser brackig.
Unterhalb der Einmündung des Sankt-Lorenz-Stroms mündet bei Tadoussac der Saguenay von Norden her in das Ästuar. An dessen Übergang in den Sankt-Lorenz-Golf warnt der Leuchtturm Phare du Haut-Fond Prince vor einer gefährlichen Untiefe. In diesem Bereich liegen der Mingan-Archipel und die Mündung des Manicouagan.

## Längenangaben
Je nachdem, welcher Ort als Quelle bzw. Endpunkt des Flusses betrachtet wird, ergeben sich verschiedene Längen seines Flusslaufs. Die kürzeste Längenangabe des Sankt-Lorenz-Stroms bezieht sich auf den teils seeartig aufgeweiteten Flusslauf vom östlichen Ende des Ontariosees bis wenig unterhalb der Stadt Québec, wo das Wasser salzhaltig wird und das Ästuar beginnt. Wegen der gleitenden Übergänge schwanken die Angaben zwischen 560 und 580 Kilometern. Einschließlich des marinen Ästuars bis zur Insel Anticosti am Übergang zum Sankt-Lorenz-Golf ist der Sankt-Lorenz-Wasserweg rund 1200 Kilometer lang.
Betrachtet man den Flusslauf als Ganzes, so ergibt sich für die längste Flussstrecke einschließlich der durchquerten Seen und anders benannter Flussabschnitte zwischen der Quelle des North River im Lake County (Minnesota, USA) und dem Beginn des Ästuars unterhalb von Québec eine Distanz von rund 2930 Kilometern.
Rechnet man das Ästuar dem Flusslauf hinzu, wie dies z. B. bei der Längenberechnung der Elbe gehandhabt wird, ergibt sich, bis zu einer gedachten Linie zwischen der Île d’Anticosti und der Gaspésie-Halbinsel, eine Distanz von 3590 Kilometern.

## Fauna
Der Sankt-Lorenz-Strom beherbergt zahlreiche Walarten, unter anderen Blau- und Finnwale, sowie Weißwale, welche sich im nahrungsreichen Mündungsgebiet des Saguenay aufhalten.
Stark vermehrt hat sich der aus Europa eingeführte Karpfen, welcher im Sankt-Lorenz-Strom einen der weltweit größten Bestände bildet und schwere Individuen bis 25 Kilogramm heranwachsen lässt. Im September 2011 wurden dort die Weltmeisterschaften im Karpfenangeln ausgetragen.
Zu der einheimischen Fischfauna gehören verschiedene Arten wie: Meerneunaugen, Gemeine Knochenhechte, Kahlhechte, Mondaugen, Alosa-Heringe, Seeheringe (Coregonus artedii), Heringsmaränen, Regenbogenforellen, Bachforellen, Amerikanischer Seesaibling (Salvelinus namaycush), Bachsaiblinge, Stinte, Amerikanischer Hundsfisch, Hechte, Musky-Muskellungen, Copper Redhorse (Moxostoma hubbsi), White Sucker (Catostomus commersoni), mit der europäischen Rotfeder verwandte Golden Shiner (Notemigonus crysoleucas), Bachdöbel (Semotilus atromaculatus), Elritzen (Phoxinus eos), Blackchin Shiner (Notropis heterodon), Getüpfelter Gabelwels (Ictalurus punctatus), Katzen- oder Zwergwelse (Ictalurus nebulosus), Amerikanische Aale (Anguilla rostrata), Quappen, Gestreifte Killifische (Fundulus diaphanus), Stichlinge, Forellenbarsche, Weißbarsche (Morone americana), Kleinmaulbarsche (Micropterus dolomieui), Großmaulbarsche (Micropterus salmoides), Gemeiner Sonnenbarsch, Steinbarsche, Schwarzer Crappie (Pomoxis nigromaculatus), Amerikanische Zander „Walleyes“ (Stizostedion vitreum), Flussbarsche, Süßwassertrommler etc.

## Geschichte
Die Mündung des Sankt-Lorenz-Stroms wurde schon bald nach der Entdeckung Amerikas von mehreren Seefahrern besucht, so z. B. von Giovanni Caboto und Miguel Corte-Real, aber auch von baskischen Fischern. Der erste jedoch, der auf dem Fluss ins Landesinnere vorstieß, war 1535 der Franzose Jacques Cartier. Auf seiner ersten Reise ein Jahr zuvor hatte er die Einfahrt in den Fluss zwischen Gaspé und Anticosti wegen schlechten Wetters übersehen. Am 10. August 1535 befand sich Cartier an der Mündung in den Sankt-Lorenz-Golf. Da dies der Gedächtnistag des Laurentius von Rom war, benannte er den Strom und die Bucht nach ihm. Im Winter 1758–59 erfolgte eine Erkundung und Vermessung zur Verbesserung der Seekarte des Sankt-Lorenz-Stroms durch den Briten James Cook, so dass nach Belagerung von Québec die von Franzosen und Briten umkämpfte Stadt sicher erreicht und unter dem Kommando des brit. Generals James Wolfe per 13. September 1759 erobert und somit Kanada schlussendlich zum britischen Besitz wurde. Im Mündungsgebiet des Sankt-Lorenz-Stroms wurde von 1763 bis 1767 der Küstenverlauf der Insel Neufundland unter der Leitung von James Cook kartiert, wobei jeweils der Theodolit zur Anwendung kam.
Obwohl der Strom von Kingston bis zum Atlantik nur knapp 75 Meter Höhenunterschied überwindet, war er wegen vieler Stromschnellen auf kanadischer Seite, insbesondere den Lachine-Stromschnellen, nur bis Montréal schiffbar. 1825 wurde der Lachine-Kanal eröffnet, der diese Stromschnellen umgeht. Auf dem Sankt-Lorenz-Strom ereignete sich im Mai 1914 eine der größten Katastrophen der Seefahrt, als der kanadische Passagierdampfer Empress of Ireland mitten in der Nacht bei dichtem Nebel mit einem anderen Schiff kollidierte und sank. Dabei kamen mehr als tausend Menschen ums Leben.
Im 19. Jahrhundert projektierte man hier die St. Lawrence Reservation.
Von 1951 bis 1959 konzipierten und bauten die Vereinigten Staaten und Kanada gemeinsam den Sankt-Lorenz-Seeweg, ein System von Schleusen und Kanälen sowie Flussvertiefungen und -begradigungen, durch das der Atlantik mit den Großen Seen und den an diese anschließenden Flüssen für die Schifffahrt verbunden wurde. Über den Saint-Louis-Fluss, der in den Oberen See mündet, und den Illinois Waterway ist ein durchgehender Schiffsverkehr bis in die Mitte des Kontinents möglich.
1984 wurde zum 450-jährigen Jubiläum der ersten Cartier-Expedition die erste Ausgabe der Hochsee-Regatta Transat Québec Saint-Malo veranstaltet, die von Québec auf dem Sankt-Lorenz-Strom und dem Atlantik bis zu Cartiers französischem Geburtsort Saint-Malo führt.

## Wasserkraftwerke
Entlang dem Sankt-Lorenz-Strom befinden sich mehrere Wasserkraftwerke, Staudämme und Schleusen.
| Name               | Lage         | Fertig- stellung | Leistung [MW] | Anzahl Turbinen | hydraul. Potential [m] | mittlerer Durchfluss [m³/s] | Reservoir          | Betreiber                                                |
| ------------------ | ------------ | ---------------- | ------------- | --------------- | ---------------------- | --------------------------- | ------------------ | -------------------------------------------------------- |
| Iroquois           |              | 1958             | n/a           | n/a             | n/a                    | n/a                         | Iroquois-Stausee   | Ontario Power Generation (OPG), New York Power Authority |
| Robert H. Saunders |              | 1958–1959        | 1045          | 16              | n/a                    | n/a                         | n/a                | Ontario Power Generation                                 |
| Robert Moses       |              | 1958–1959        | 900           | 16              | n/a                    | n/a                         | n/a                | New York Power Authority                                 |
| Beauharnois        |              | 1932–1961        | 1911          | 38              | 24,39                  | n/a                         | Lac Saint-François | Hydro-Québec                                             |
| Les Cèdres         |              | 1914–1924        | 103           | 11              | 9,14                   | n/a                         | n/a                | Hydro-Québec                                             |
| Saint-Lambert      | (⊙) Montréal | 1995             | 6             | n/a             | 5                      | 175                         | –                  | Boralex                                                  |

Der Robert Moses-Robert H. Saunders Power Dam ist Teil eines internationalen Wasserkraftprojekts: das St. Lawrence-Franklin Delano Roosevelt-Power Project mit dem Robert Moses-Kraftwerk auf US-amerikanischer Seite, von New York Power Authority betrieben, und dem Robert H. Saunders-Kraftwerk auf der kanadischen Seite, von OPG betrieben.